# Harutaka Ono
Harutaka Ono (大野 敏隆, 12 de maig de 1978) és un exfutbolista del Japó.
Comença la seua carrera professional al Kashiwa Reysol el 1997. El club va guanyar els campionats Copa J.League el 1999. Ha jugat als clubs Kyoto Purple Sanga, Nagoya Grampus Eight i Tokyo Verdy i es va retirar a finals de la temporada 2008.
El juny de 1997, va ser seleccionat per la selecció nacional sub-20 del Japó per al Campionat Mundial juvenil de 1997.